# Người đẹp ngủ trong rừng
Người đẹp ngủ trong rừng hay có tên tiếng Anh là Sleeping Beauty (tiếng Pháp: La Belle au bois dormant), hoặc Little Briar Rose (tiếng Đức: Dornröschen), tựa tiếng Anh khác là The Sleeping Beauty in the Woods, là một câu chuyện cổ tích cổ điển kể về một nàng công chúa bị vướng lời nguyền của một bà tiên độc ác, phải ngủ say một trăm năm và cuối cùng sẽ được một chàng hoàng tử đẹp trai đánh thức. Bà tiên tốt bụng nghĩ rằng công chúa sẽ sợ hãi nếu ở một mình khi thức dậy, nên đã dùng đũa phép để đưa mọi người và động vật sống trong cung điện cũng chìm vào giấc ngủ và sẽ cùng thức dậy với công chúa.
Phiên bản sớm nhất từng được biết đến của câu chuyện này là trong bản tự sự Perceforest sáng tác từ khoảng năm 1330 đến năm 1344. Câu chuyện được Giambattista Basile xuất bản lần đầu trong tuyển tập truyện có tựa đề The Pentamerone (xuất bản năm 1634). Sau đó Charles Perrault chuyển thể phiên bản của Basile và xuất bản trong Histoires ou contes du temps passé năm 1697. Phiên bản mà anh em nhà Grimm sưu tầm và in là một phiên bản truyền miệng dựa trên câu chuyện của Perrault.
Hệ thống phân loại Aarne-Thompson đã phân loại truyện dân gian "Người đẹp ngủ trong rừng" là loại truyện 410, có nghĩa truyện có một nàng công chúa bị ép buộc phải ngủ một giấc ngủ mê hoặc và là sau đó thức tỉnh khỏi phép thuật ám lên cô. Câu chuyện đã được chuyển thể nhiều lần trong suốt lịch sử và những người kể chuyện hiện đại tiếp tục kể lại trên khắp các phương tiện truyền thông khác nhau.

## Nguyên bản
Yếu tố lãng mạn hoàng tộc thời trung cổ Perceforest (xuất bản năm 1528) đã đóng góp rất nhiều ý tưởng cho câu chuyện này. Truyện kể về một công chúa tên là Zellandine, cô phải lòng một người đàn ông tên là Troylus. Cha cô sai anh đi thực hiện các nhiệm vụ để chứng minh bản thân xứng đáng với cô, và trong khi anh đi, Zellandine bỗng chìm vào giấc ngủ mê hoặc. Troylus tìm thấy cô và làm cô có thai trong khi cô vẫn say ngủ; khi đứa con của họ được sinh ra, đứa trẻ rút sợi lanh từ ngón tay của cô, chính là thứ ám lời nguyền ngủ say. Cô thức tỉnh và nhận ra chiếc nhẫn mà Troylus đã để lại nhằm báo cho cô biết anh chính là cha của đứa trẻ, sau đó Troylus quay lại và kết hôn với cô. Phiên bản trước đó là cuốn tiểu thuyết Provençal Fraire de Joi e sor de Plaser (c. 1320-1340).
Phần thứ hai của câu chuyện Người đẹp ngủ trong rừng kể về công chúa và những đứa con của cô, nhưng tất cả gần như bị đưa vào chỗ chết, nhưng thay vào đó ý này lại bị ẩn đi, có thể đã bị ảnh hưởng từ Genevieve of Brabant. Những ý tưởng trước đó thậm chí còn lấy ý tưởng từ các câu chuyện về Brynhild say  ngủ trong truyện cổ Volsunga và những cuộc khổ nạn của các thánh nữ tử đạo trong các công ước thánh tích học của Cơ đốc giáo thời kỳ đầu. Sau những lần tái bản này, nhà thơ Ý Giambattista Basile (1575-1632) là người đầu tiên xuất bản câu chuyện hoàn chỉnh.

## Cốt truyện

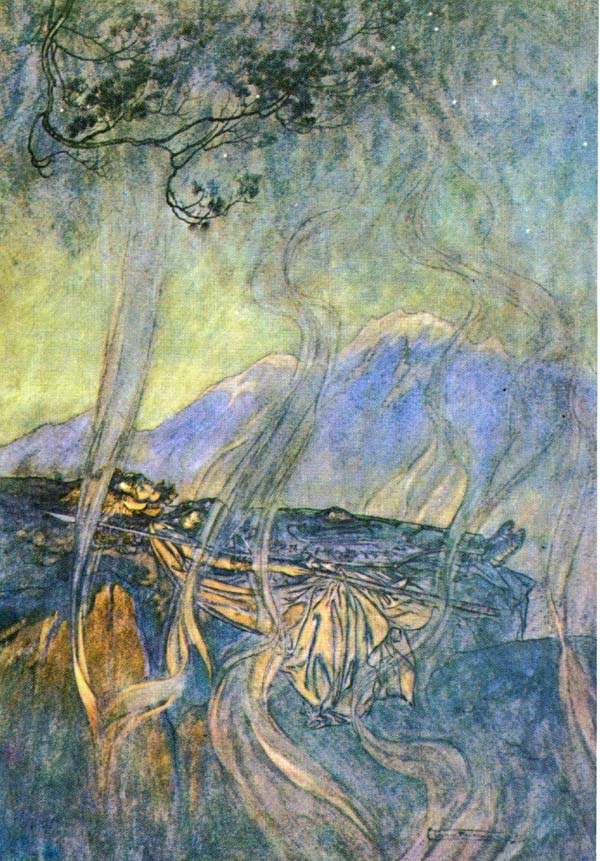
Bức họa cổ hơn về Người đẹp ngủ trong rừng: Brünnhilde, bao quanh bởi ngọn lửa ma thuật chứ không phải hoa hồng (Arthur Rackham minh họa trong Die Walküre của Richard Wagner)

Câu chuyện cổ tích bắt đầu với một nàng công chúa, cha mẹ nàng bị một bà tiên độc ác nguyền rủa rằng con gái của họ sẽ chết ngay khi cô ấy chạm ngón tay vào một món đồ. Trong phiên bản của Basile, công chúa dùng ngón tay chạm vào một mảnh vải lanh. Trong phiên bản của Perrault và Anh em nhà Grimm, vật đó là con quay se chỉ. Cha mẹ của nàng đã ra lệnh phá hủy hết tất cả vật này trong vương quốc với hy vọng điều đó sẽ bảo vệ con gái của họ, nhưng bất chấp tất cả, lời tiên tri đã ứng nghiệm. Thay vì chết đi như đã được báo trước, công chúa chìm vào giấc ngủ sâu. Sau một thời gian, một hoàng tử tìm thấy và đánh thức cô. Phiên bản Người đẹp ngủ trong rừng của Giambattista Basile là Mặt trời, Mặt trăng, và Talia, người đẹp ngủ trong rừng Talia chìm vào giấc ngủ sâu sau khi bị một mảnh lanh đâm vào ngón tay. Một vị vua lang bạt phát hiện ra cô, rồi "đưa nàng lên giường, nơi anh ta thu hoạch những trái ngọt đầu tiên của tình yêu." Sau đó anh ta bỏ đi và cô ấy sinh đôi.
Theo Maria Tatar, có những dị bản của câu chuyện có cả phần thứ hai kể chi tiết những rắc rối của cặp đôi sau khi họ kết hôn; một số nhà nghiên cứu dân gian tin rằng hai phần ban đầu là những câu chuyện riêng biệt.
Phần hai bắt đầu sau khi hoàng tử và công chúa đã có con. Thông qua quá trình của câu chuyện, công chúa và các con của cô ấy theo một cách nào đó được giới thiệu với một người phụ nữ khác trong cuộc đời của hoàng tử. Người phụ nữ khác này không thích gia đình mới của hoàng tử, và ra lệnh cho đầu bếp giết những đứa trẻ và nấu chúng cho bữa tối. Thay vì nghe lời, người đầu bếp giấu lũ trẻ và phục vụ thịt gia súc. Tiếp theo, người phụ nữ kia ra lệnh cho đầu bếp giết công chúa. Trước khi điều này có thể xảy ra, bản chất thật của người phụ nữ kia được tiết lộ cho hoàng tử và sau đó chính người phụ nữ đó phải chịu cái chết thê thảm mà cô ấy đã lên kế hoạch cho công chúa. Công chúa, hoàng tử và các con của họ sống hạnh phúc mãi mãi về sau.

### Phiên bản của Anh em nhà Grimm

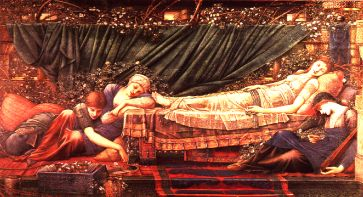
Người đẹp ngủ trong rừng và những người sống ở cung điện trong cơn ngủ mê kéo dài hàng thế kỷ (Người đẹp ngủ trong rừng của Ngài Edward Burne-Jones).

Truyện cổ tích của Anh em nhà Grimm cũng có một phiên bản Người đẹp ngủ trong rừng, ''Little Briar Rose'', trong bộ sưu tập của họ (1812). Phiên bản này kết thúc khi hoàng tử đến đánh thức Người đẹp ngủ trong rừng (tên là Rosamund) và không gồm phần hai như trong phiên bản của Basile và Perrault. Hai anh em cân nhắc việc bỏ đi một số yếu tố từ câu chuyện gốc với lý do nó bắt nguồn từ phiên bản của Perrault, nhưng sự hiện diện của câu chuyện Brynhild đã thuyết phục họ đưa nó vào danh sách một câu chuyện xác thực của nước Đức. Quyết định của họ gây chú ý vì không có câu chuyện thần thoại nào trong thần thoại Teutonic, nghĩa là Thơ và Prose Edda hoặc Volsunga Saga, là những người đang ngủ sẽ bị đánh thức bằng một nụ hôn, một sự thật mà Jacob Grimm đã biết kể từ khi ông viết một bộ sách bách khoa về Thần thoại Đức. Phiên bản của ông là phiên bản tiếng Đức duy nhất từng được biết đến, và ảnh hưởng của Perrault là gần như chắc chắn. Trong phiên bản gốc của Anh em nhà Grimm, các bà tiên thay thế cho người phụ nữ khôn ngoan.
Trong ấn bản đầu tiên của truyện cổ của Anh em nhà Grimm có một câu chuyện cổ tích rời rạc về "The Evil Mother-in-law" (Mẹ kế ác độc). Câu chuyện này bắt đầu với nhân vật nữ chính, một người mẹ đã có gia đình của hai đứa con, và mẹ kế của cô định ăn thịt cô và những đứa trẻ. Nhân vật nữ chính đã nảy ra ý tưởng thay thế bằng một con vật trong bữa ăn, và câu chuyện kết thúc với sự lo lắng của nữ chính liệu cô ấy có thể giữ cho những đứa trẻ không khóc, thu hút sự chú ý của mẹ kế. Giống như nhiều câu chuyện của Đức thể hiện ảnh hưởng của Pháp, nó không xuất hiện trong các phiên bản tiếp theo.

## Phương tiện
"Người đẹp ngủ trong rừng" nổi tiếng trong nhiều truyện kể truyện thần tiên tưởng tượng. Một số ví dụ được liệt kê dưới đây:

### Trong phim và truyền hình
- Người đẹp ngủ trong rừng (1939), một phim hoạt hình ngắn của Walter Lantz Productions nhại lại câu chuyện cổ tích gốc.[18]
- Phiên bản chuyển thể trong một cảnh của phim hoạt hình tuyên truyền Education for Death, trong đó Người đẹp ngủ trong rừng là một valkyrie đại diện cho Đức Quốc xã, và hoàng tử được thay thế bằng Fuehrer Adolf Hitler trong bộ giáp của các hiệp sĩ. Đoạn ngắn cũng nhại lại vở opera Siegfried của Richard Wagner.
- Prinsessa Ruusunen (1949), một bộ phim Phần Lan của đạo diễn Edvin Laine, ghi điểm nhờ âm nhạc ngẫu hứng của Erkki Melartin năm 1912.[19]
- Dornröschen (1955), một bộ phim Tây Đức của Fritz Genschow.[20]
- Người đẹp ngủ trong rừng (1959), một bộ phim hoạt hình của Walt Disney dựa trên cả hai phiên bản của Charles Perrault và Anh em nhà Grimmm. Có giọng nói ban đầu của Mary Costa trong vai Công chúa Aurora, Người đẹp ngủ trong rừng và Eleanor Audley trong vai Maleficent.[21]
- Some Call It Loving (còn gọi là Người đẹp ngủ trong rừng) (1973), do James B. Harris đạo diễn và có sự tham gia của Zalman King, Carol White, Tisa Farrow, và Richard Pryor, dựa trên một truyện ngắn củaJohn Collier.[22]
- Người đẹp ngủ trong rừng (1987), một bộ phim ca nhạc truyền hình trực tiếp của đạo diễn David Irving.[23]
- The Legend of Sleeping Brittany (1989), một tập của Alvin & the Chipmunks dựa theo chuyện cổ tích.[24]
- Một tập của bộ truyện Grimm's Fairy Tale Classics dành riêng cho Princess Briar Rose .
- Một tập của Brummkreisel năm 1986 có Kunibert (Hans-Joachim Leschnitz) yêu cầu anh ta và những người bạn của anh là Achim (Joachim Kaps), Hops và Mops thực hiện câu chuyện về Người đẹp ngủ trong rừng. Họ đạt được thỏa hiệp đầu tiên bằng cách kết hợp Người đẹp ngủ trong rừng vào bài học của mình về các ngày trong tuần, và sau đó, cuối cùng anh ta cho phép Kunibert theo cách của mình; Hops đóng vai công chúa, Kunibert đóng vai hoàng tử, Mops đóng vai bà tiên độc ác và Achim đóng vai kẻ lừa đảo.
- Người đẹp ngủ trong rừng (1995), một bộ phim trực tiếp đến video của người Mỹ gốc Nhật thuộc Jetlag Productions.
- Happily Ever After: Fairy Tales for Every Child (1995) tập Người đẹp ngủ trong rừng, câu chuyện cổ điển được kể với dàn diễn viên gốc Tây Ban Nha, khi Rosita bị Evelina đưa vào giấc ngủ dài, và sau đó được Hoàng tử Luis đánh thức.[25]
- Bellas durmientes (Sleeping Beauties) (2001), do Eloy Lozano đạo diễn, chuyển thể từ tiểu thuyết của Kawabata.[26]
- Bellas durmientes (Sleeping Beauties) (2010), phim của Catherine Breillat.[27]
- Người đẹp ngủ (2011), do Julia Leigh đạo diễn và Emily Browning đóng vai chính, kể về một cô gái trẻ uống thuốc ngủ và cho đàn ông nằm cùng cô để kiếm thêm tiền.[28]
- Once Upon a Time (2011), một chương trình truyền hình củaABC với sự tham gia của Sarah Bolger và Julian Morris.[29]
- Người đẹp ngủ trong rừng (2014), phim của Rene Perez.[30]
- Người đẹp ngủ trong rừng (2014), phim của Casper Van Dien.[31]
- Maleficent (2014), một live-action của Walt Disney với sự tham gia của Angelina Jolie trong vai Maleficent và Elle Fanning vai Công chúa Aurora.[32]
- Ever After High, tập Briar Beauty (2015), một loạt hoạt hình trên Netflix.[33]
- The Curse of Sleeping Beauty(2016), một bộ phim kinh dị Mỹ của Pearry Reginald Teo.[34]
- Archie Campbell châm biếm câu chuyện với "Beeping Sleauty" trong một số tập phim truyền hình của Hee Haw.
- Maleficent: Mistress of Evil (2019), phim người đóng Maleficent phần tiếp theo của Walt Disney (2014).[35]
- Avengers Grimm (2015) miêu tả một người đẹp ngủ trong rừng trưởng thành với những siêu năng lực.

### Trong văn học

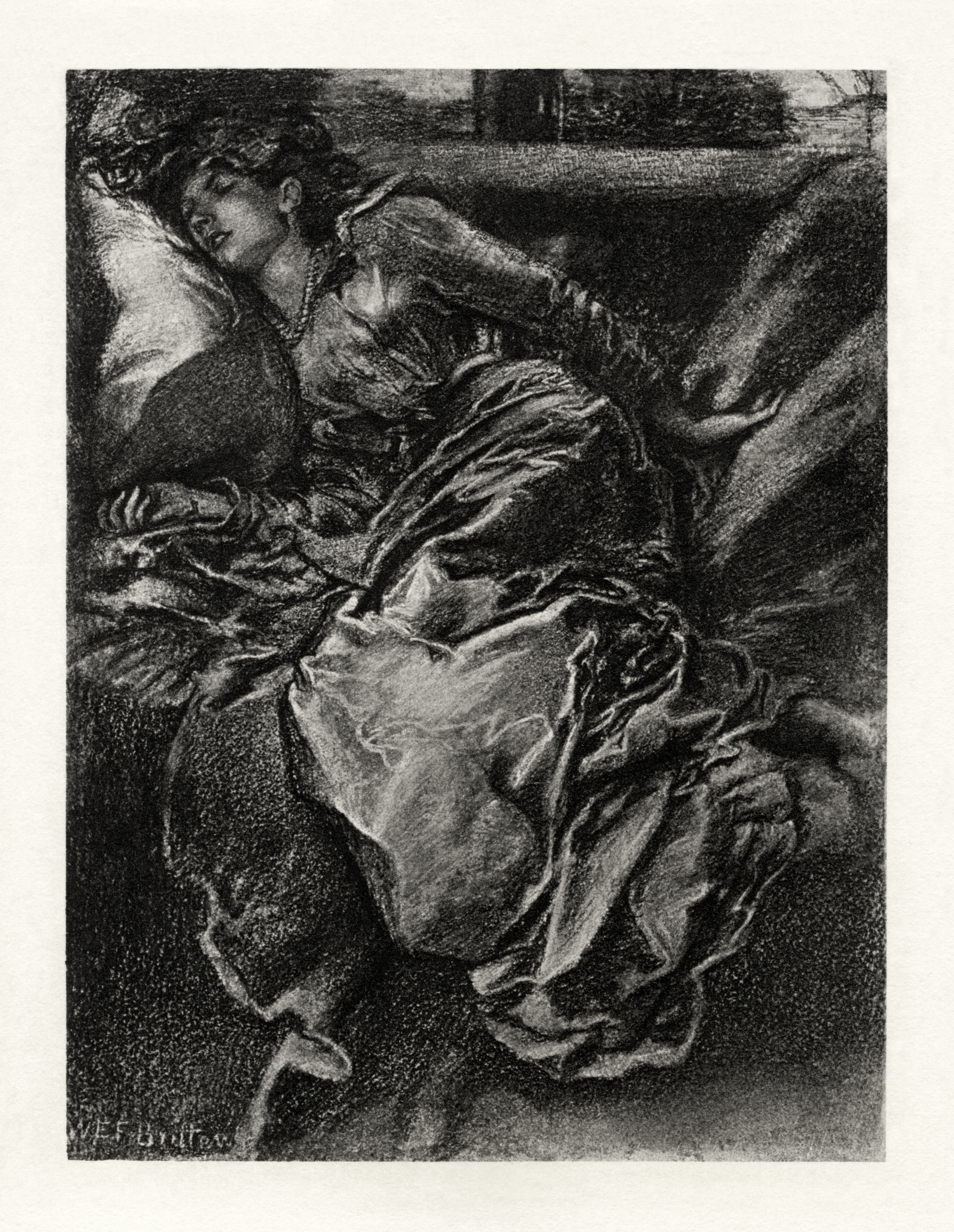
Hình minh họa cho bài thơ năm 1830 của Tennyson, Người đẹp ngủ trong rừng

- Người đẹp ngủ trong rừng (1830) và The Day-Dream (1842), hai bài thơ dựa theo Người đẹp ngủ trong rừng của Alfred, Lord Tennyson.[36]
- The Rose and the Ring (1854), một tưởng tượng trào phúng của William Makepeace Thackeray.
- The Sleeping Beauty (1919), một bài thơ của Mary Carolyn Davies về một anh hùng thất bại, anh đã không đánh thức công chúa, nhưng đã chết trong những linh hồn mê hoặc bao quanh cung điện của cô ấy.[37]
- The Sleeping Beauty (1920), kể lại câu chuyện cổ tích của Charles Evans, với hình ảnh minh họa của Arthur Rackham.[38]
- Briar Rose (Người đẹp ngủ trong rừng) (1971), một bài thơ của Anne Sexton trong tuyển tập Transformations (1971) của bà, trong đó bà hình dung lại mười sáu Truyện cổ Grimm.[39]
- The Sleeping Beauty Quartet (1983-2015), bốn tiểu thuyết khiêu dâm do Anne Rice viết dưới bút danh A.N. Roquelaure, lấy bối cảnh trong một thế giới tưởng tượng thời trung cổ và dựa trên câu chuyện cổ tích.[40]
- Beauty (1992), tiểu thuyết của Sheri S. Tepper.[41]
- Briar Rose (1992), tiểu thuyết của Jane Yolen.[42]
- Enchantment (1999), tiểu thuyết của Orson Scott Card dựa trên phiên bản tiếng Nga của Người đẹp ngủ trong rừng.
- Spindle's End (2000), tiểu thuyết của Robin McKinley.[43]
- Clementine (2001), tiểu thuyết của Sophie Masson.[44]
- A Kiss in Time (2009), tiểu thuyết của Alex Flinn.[45]
- The Sleeper and the Spindle (2012), tiểu thuyết của Neil Gaiman.[46]
- The Gates of Sleep (2012), tiểu thuyết của Mercedes Lackey từ loạt phim Elemental Masters lấy bối cảnh ở Anh thời Edward.[47]
- Sleeping Beauty: The One Who Took the Really Long Nap (2018), tiểu thuyết của Wendy Mass và cuốn thứ hai trong loạt Twice Upon a Time kể về một nàng công chúa tên là Rose, cô đã chạm ngón tay và ngủ thiếp đi trong 100 năm.[48]
- The Sleepless Beauty (2019), tiểu thuyết của Rajesh Talwar lấy bối cảnh trong một vương quốc nhỏ ở Himalayas.[49]
- Lava Red Feather Blue (2021), tiểu thuyết của Molly Ringleliên quan đến một twist nam/nam trong câu chuyện Người đẹp ngủ trong rừng.

### Trong âm nhạc

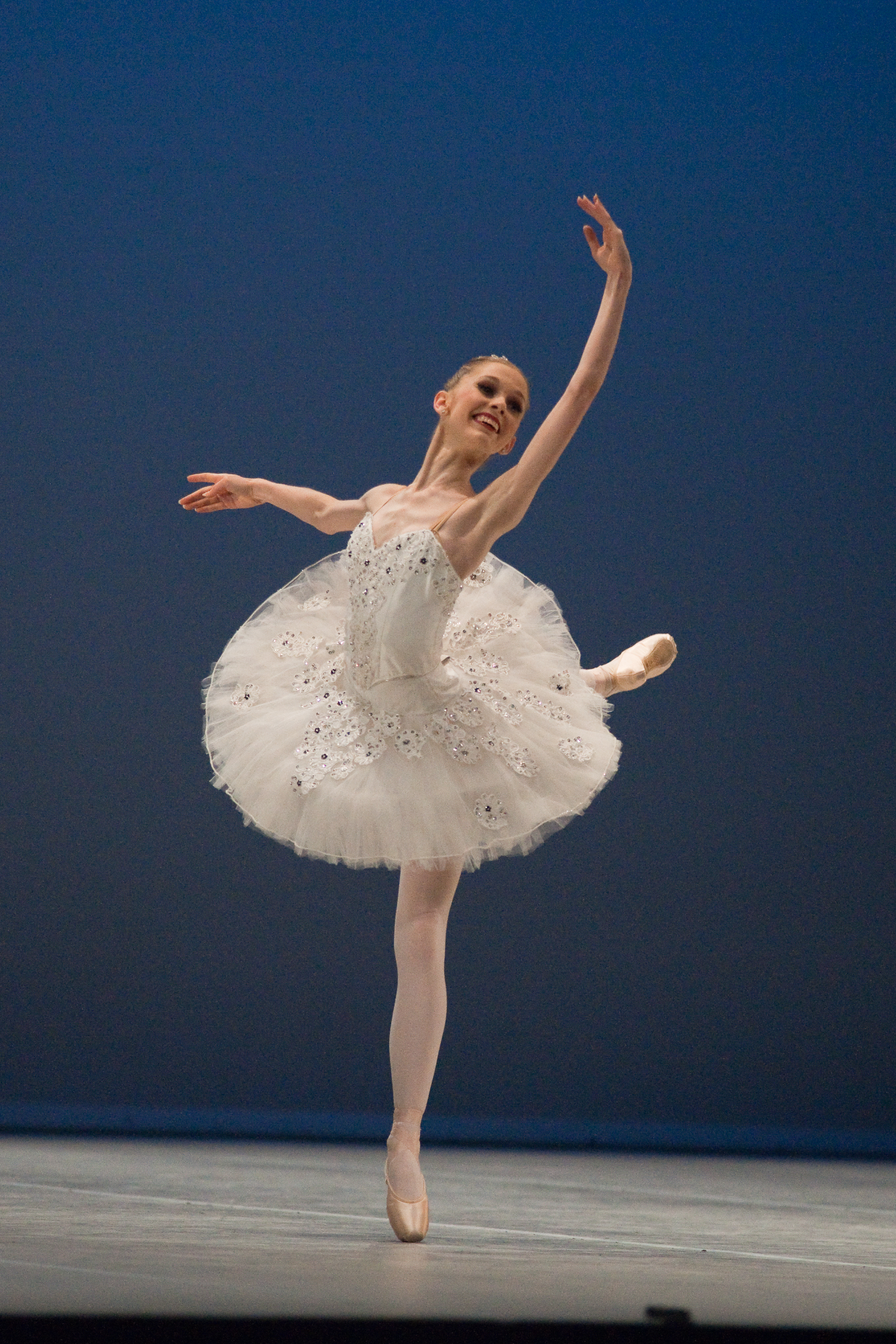
The Người đẹp ngủ trong rừng, vở ba lê của Emily Smith

- La Belle au Bois Dormant (1825), vở opera của Michele Carafa.
- La belle au bois dormant (1829), một vở ba lê trong bốn tiết mục theo sách của Eugène Scribe, Ferdinand Hérold sáng tác và Jean-Louis Aumer biên đạo.
- Người đẹp ngủ trong rừng (1890), vở ba lê của Tchaikovsky.
- Dornröschen (1902), vở opera củaEngelbert Humperdinck.
- Pavane de la Belle au bois dormant (1910), Ma mère l'Oye của Ravel.[50]
- The Sleeping Beauty (1992), bài hát trong albumClouds của ban nhạc Thụy Điển Tiamat.
- Sleeping Beauty Wakes (2008), một album của bộ ba nhạc kịch người Mỹ GrooveLily.[51]
- There Was A Princess Long Ago, một vần thơ trẻ hoặc trò chơi hát thường được hát và đứng thành vòng tròn với các hành động, kể lại câu chuyện Người đẹp ngủ trong rừng trong một bài hát tóm tắt.[52]
- The Sleeping Beauty Musical (2019), hai vở nhạc kịch với sách và lời của Ian Curran, âm nhạc của Simon Hanson và Peter Vint.[53]
- Hex (2021), một vở nhạc kịch sắp ra mắt với sách của Tanya Ronder, nhạc của Jim Fortune và lời của Rufus Norris sẽ khai mạc tại Nhà hát Quốc gia Hoàng gia vào tháng 12 năm 2021.

### Trong trò chơi điện tử
- Kingdom Hearts là một trò chơi điện tử trong đó Maleficent là một trong những nhân vật phản diện chính và Aurora là một trong Princesses of Heart cùng với các công chúa Disney khác.
- Little Briar Rose (2019) là trò chơi phiêu lưu trỏ và nhấp lấy cảm hứng từ phiên bản truyện cổ tích của Anh em nhà Grimm.[54]
- SINoALICE (2017) là một trò chơi Gacha dành cho thiết bị di động có Người đẹp ngủ trong rừng là một trong những nhân vật do người chơi chính điều khiển và các tính năng trong cốt truyện đen tối của riêng cô ấy, theo dõi mong muốn không ngừng ngủ của cô ấy, cũng như vượt qua với các nhân vật tiên đặc trưng khác trong trò chơi.
- Loạt trò chơi điện tử Dark Parables chuyển thể câu chuyện làm cốt truyện của trò chơi đầu tiên, Curse of Briar Rose (2010).

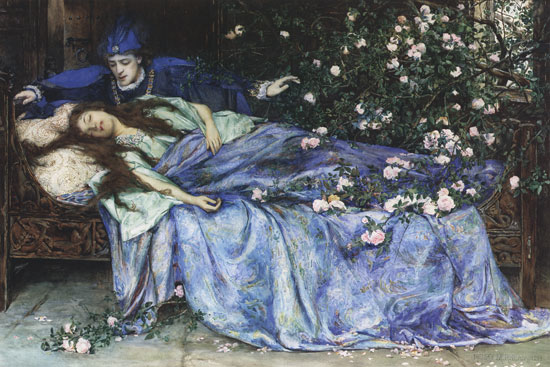
Sleeping Beauty, tranh của Henry Meynell Rheam, 1899

## Trong hội họa

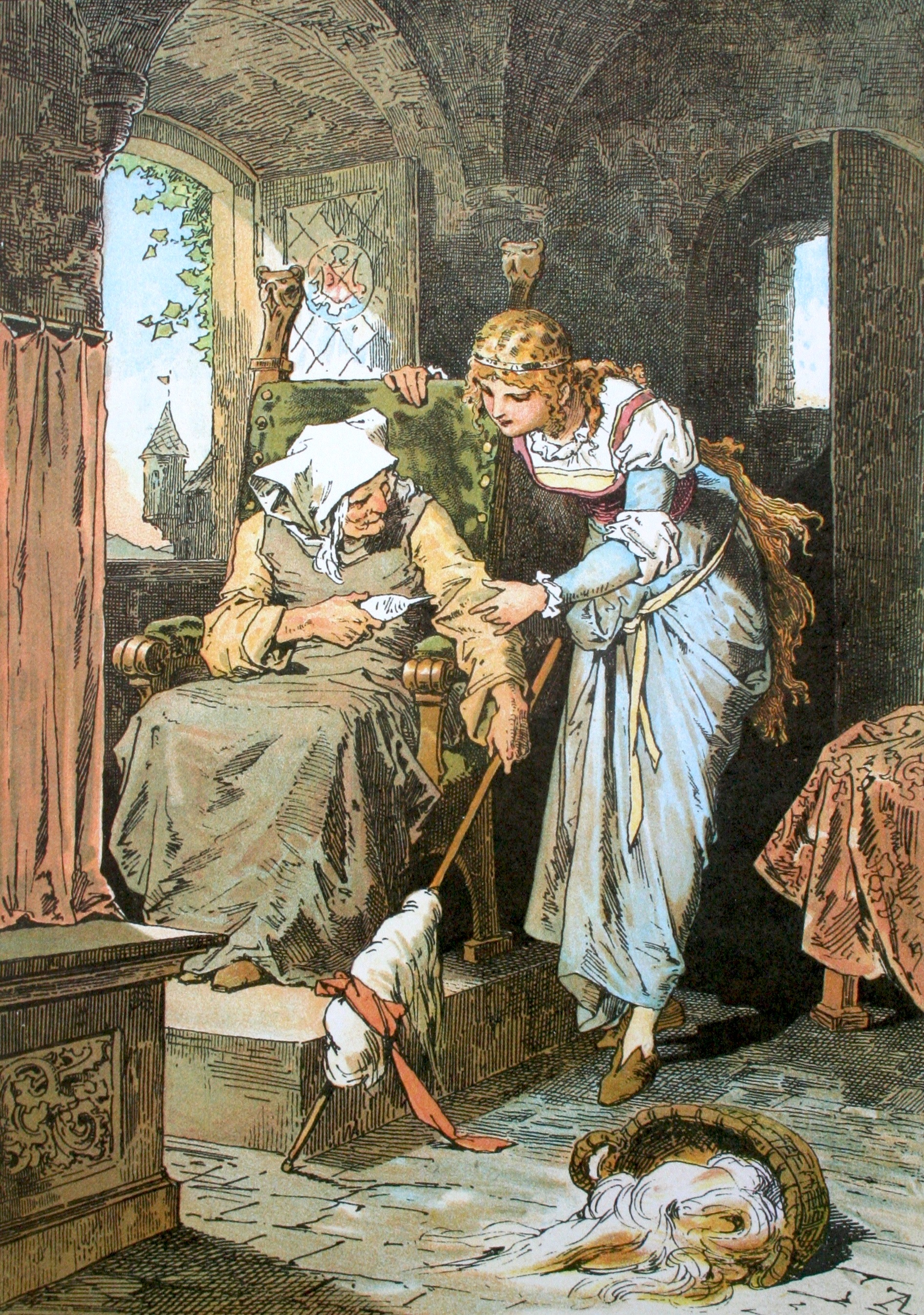
Sleeping Beauty, tranh vẽ của Alexander Zick (1845–1907)
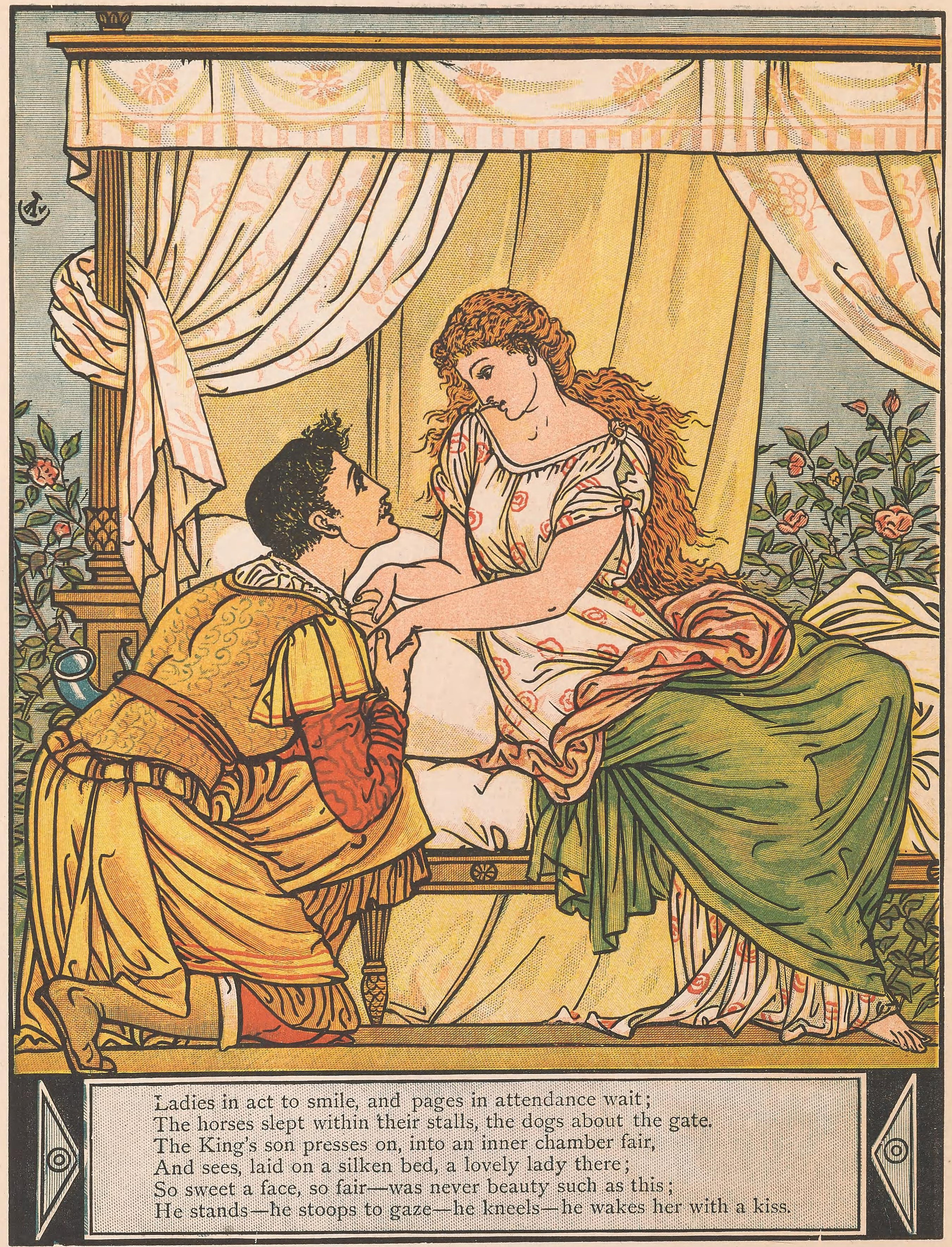
He stands—he stoops to gaze—he kneels—he wakes her with a kiss, tranh in gỗ của Walter Crane
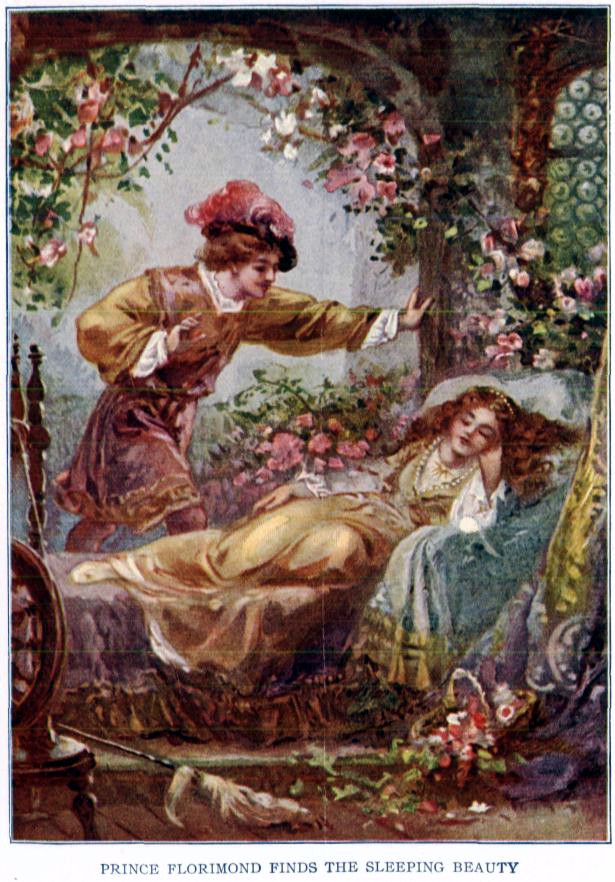
Hoàng tử Florimund tỉm thấy "Người đẹp ngủ trong rừng"
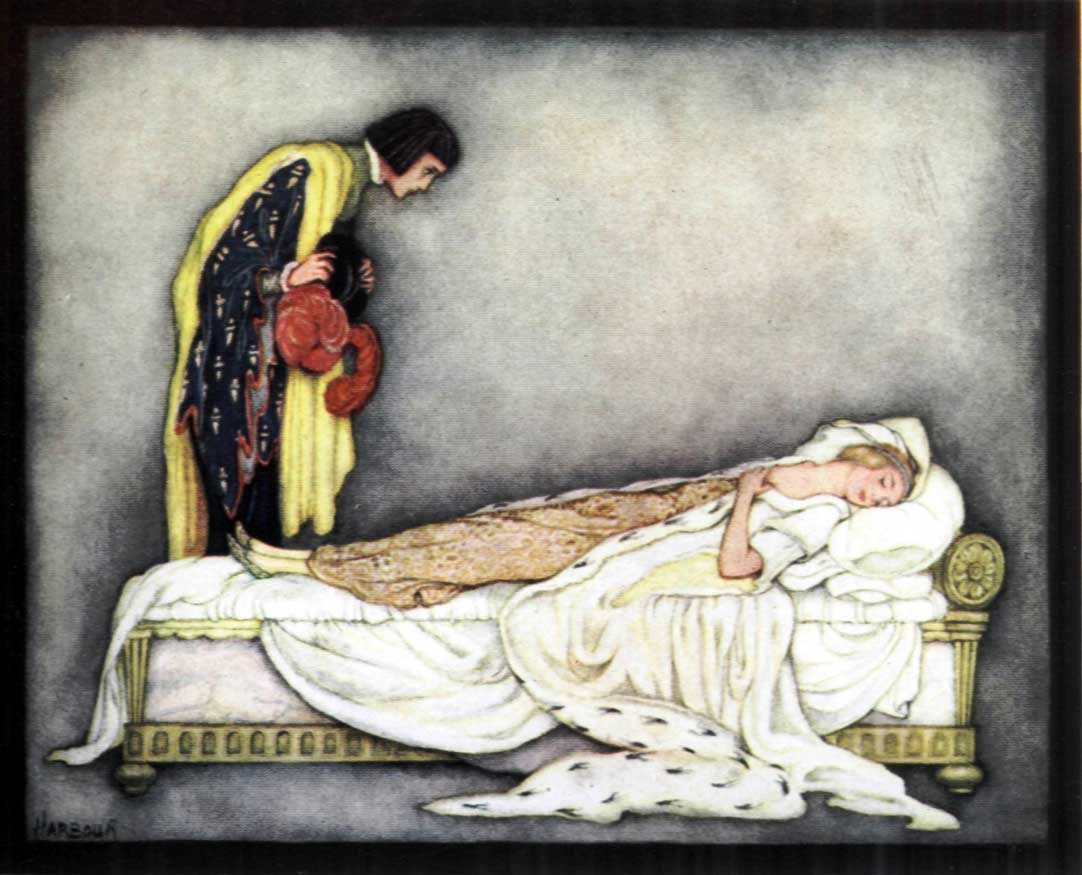
Sleeping Beauty của Jenny Harbour
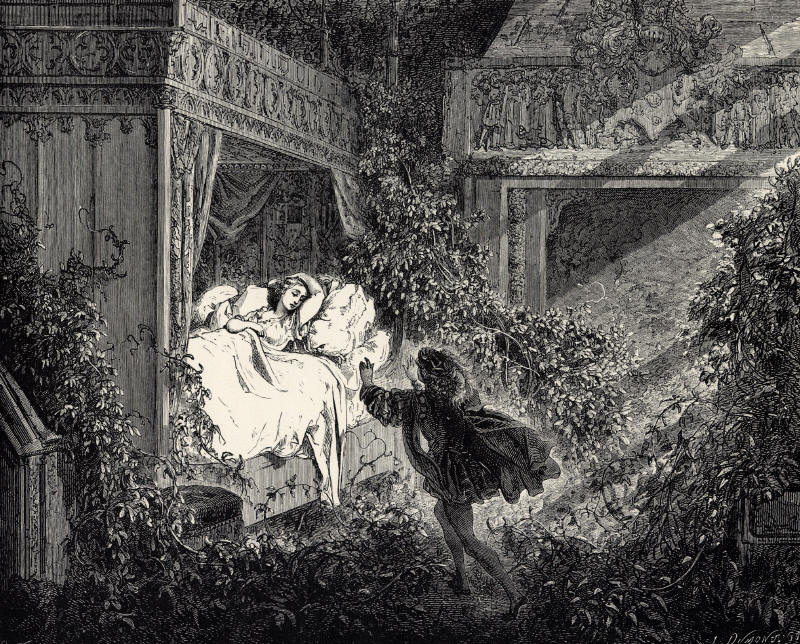
Perrault's La Belle au bois dormant (Sleeping Beauty), tranh minh họa của Gustave Doré
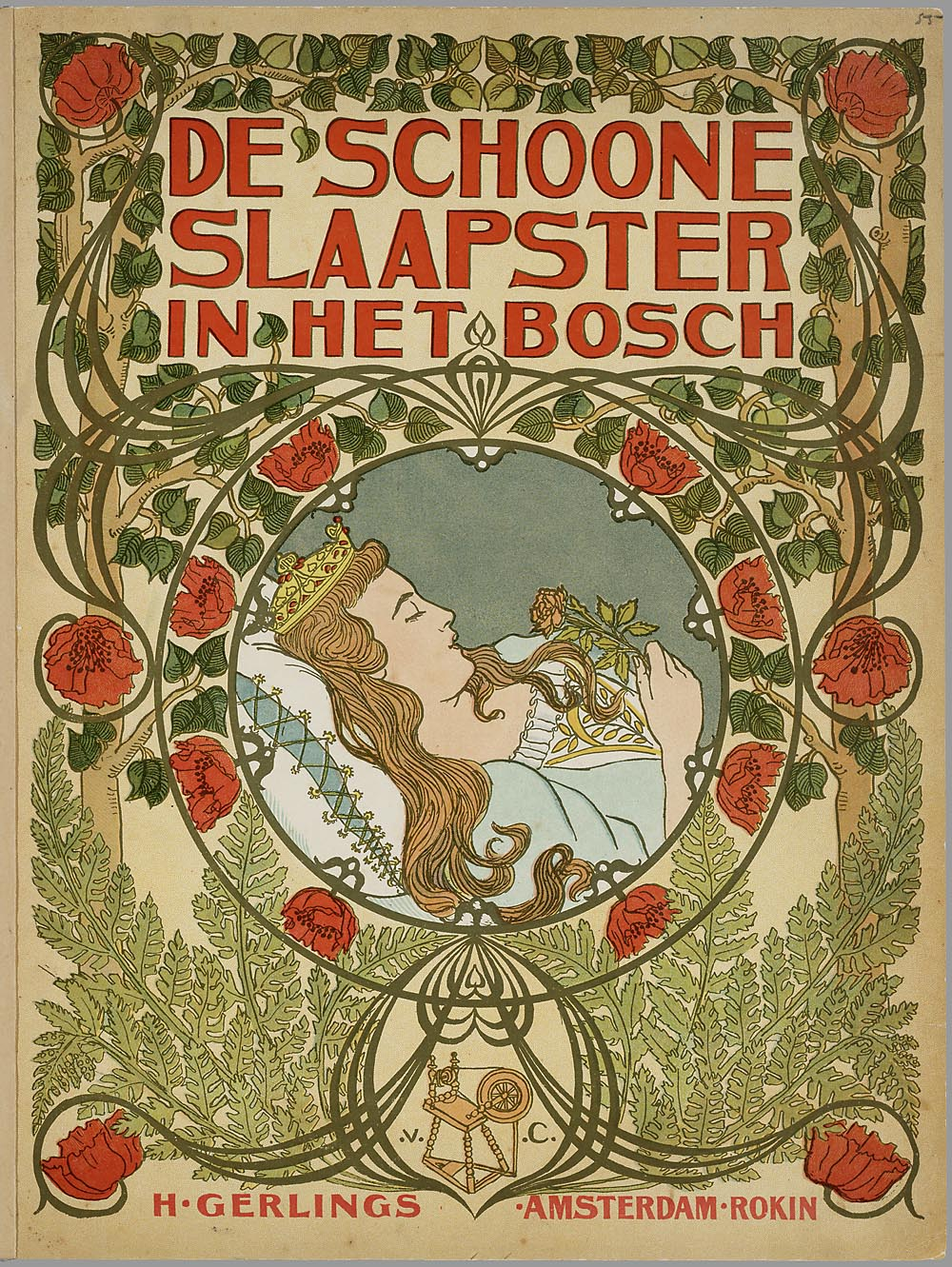
Bìa câu chuyện tiếng Hà Lan, tranh vẽ của Johann Georg van Caspel
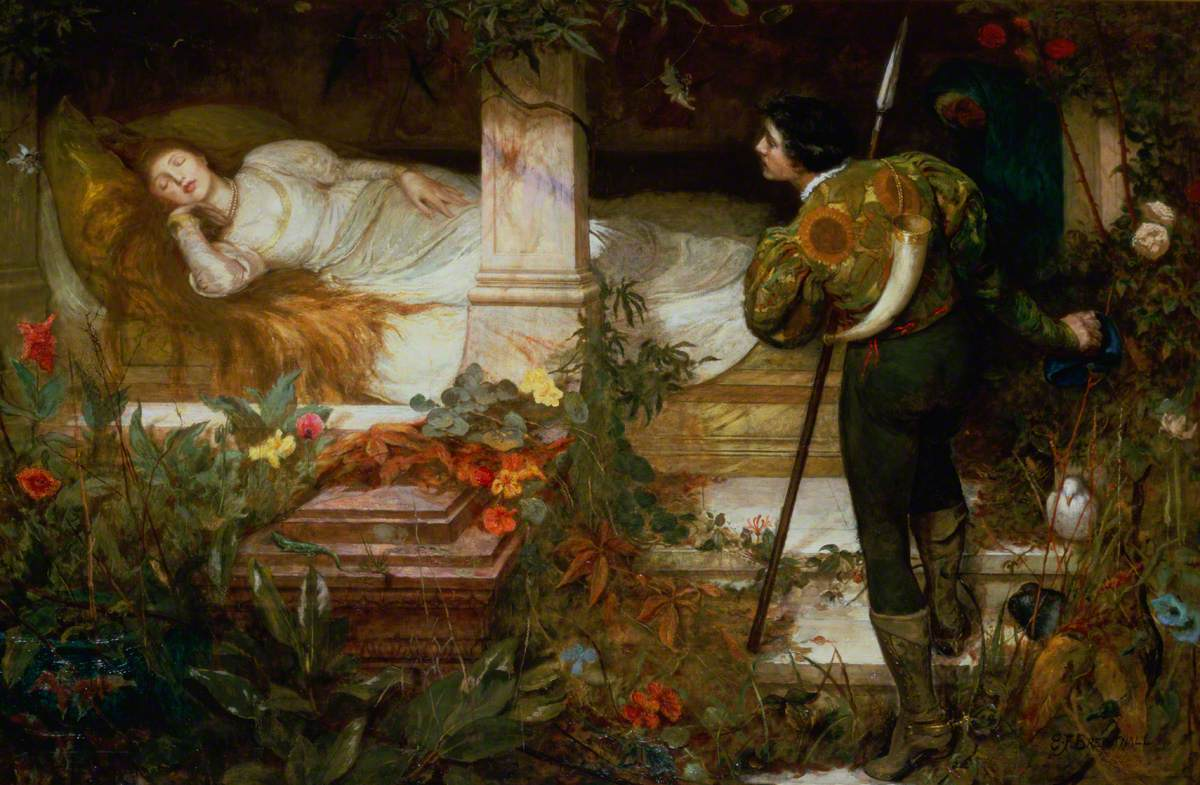
Sleeping Beauty, tranh vẽ của Edward Frederick Brewtnall
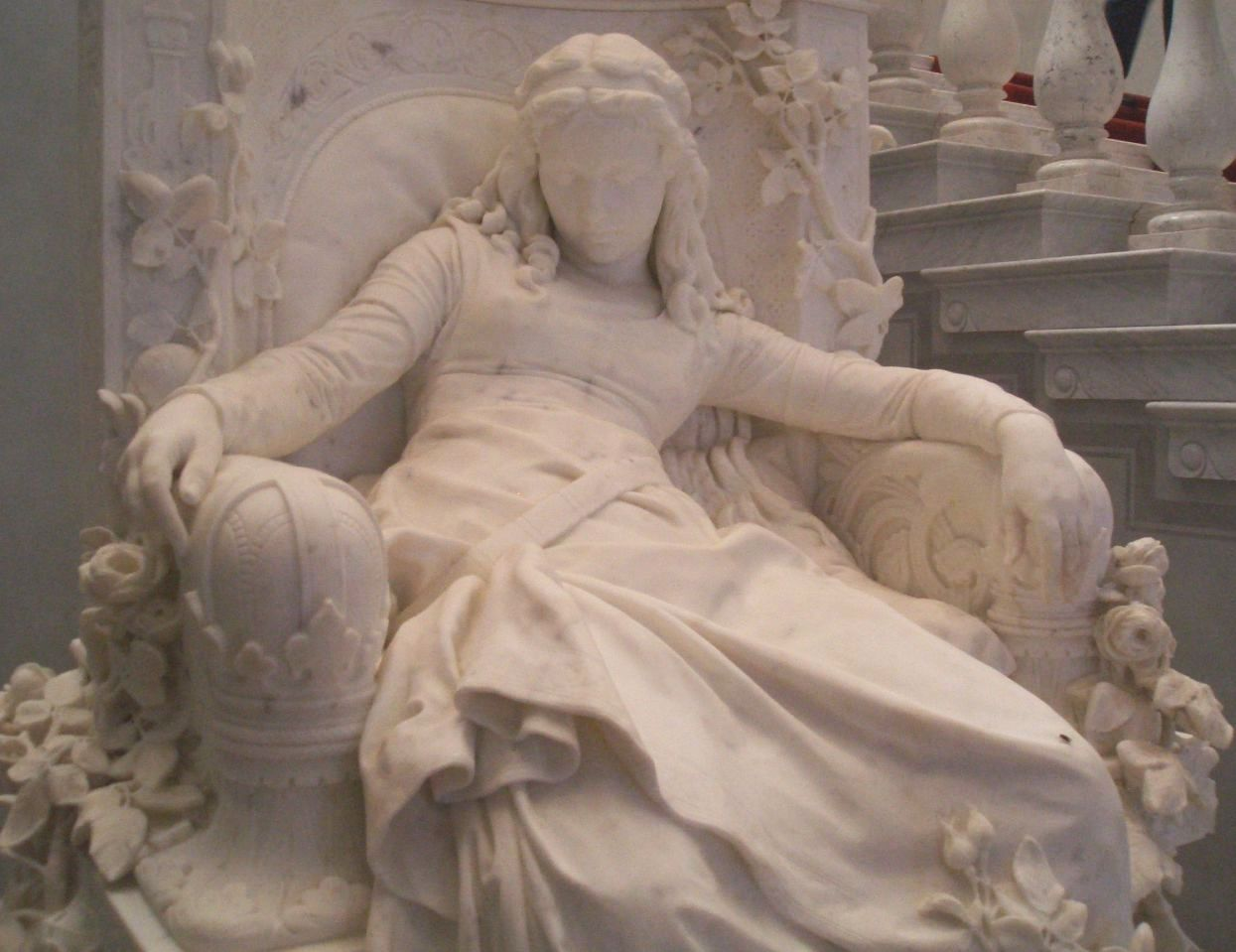
Louis Sußmann-Hellborn (1828- 1908) Sleeping Beauty,
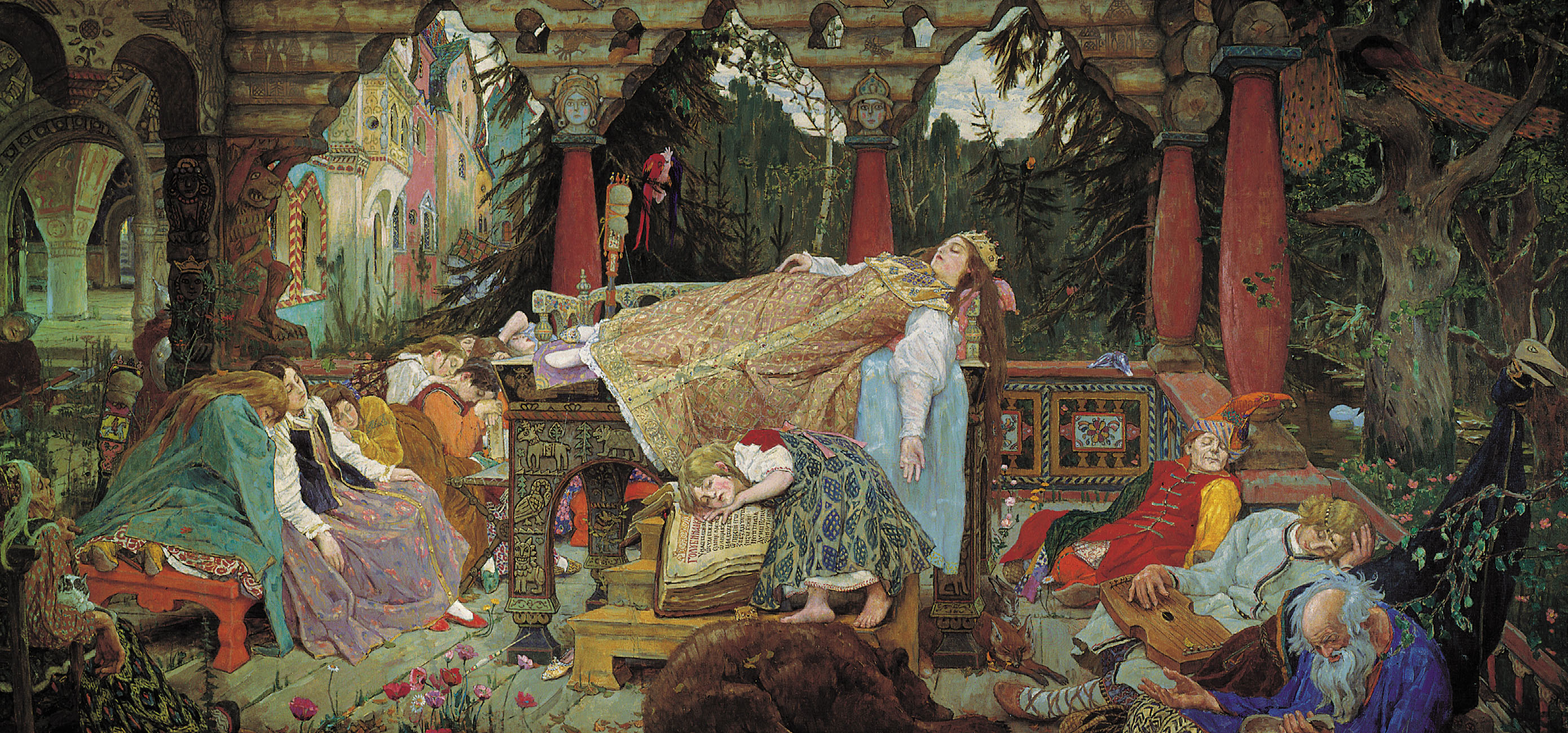
Sleeping Princess, tranh vẽ của Viktor Vasnetsov
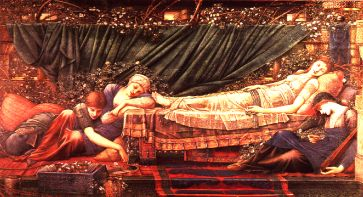
The Sleeping Beauty, tranh vẽ của Sir Edward Burne-Jones
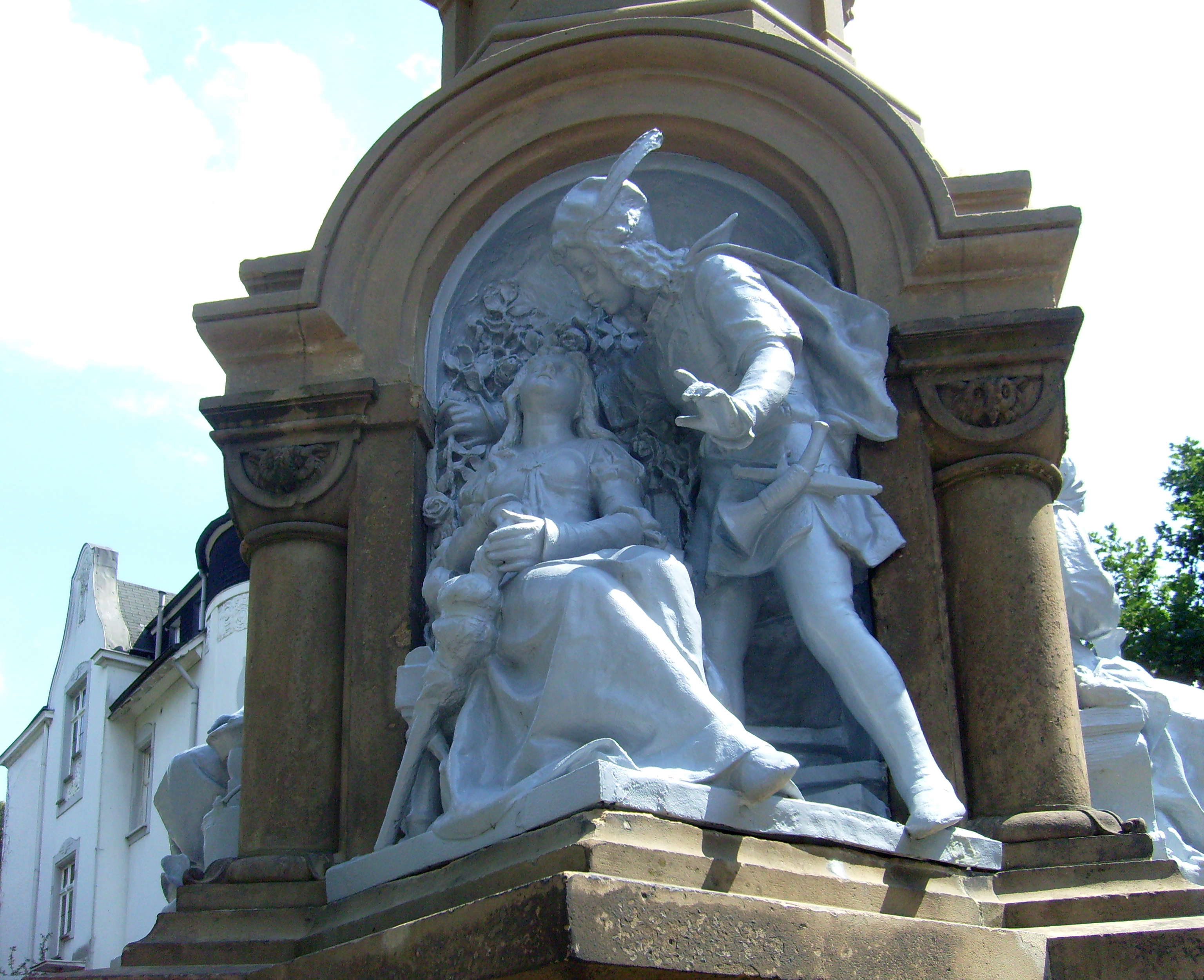
Tượng Sleeping Beauty tại Wuppertal – Đức